# Metzgeria crassipaginula
Metzgeria crassipaginula là một loài Rêu trong họ Metzgeriaceae. Loài này được Kuwah. mô tả khoa học đầu tiên năm 1987.